# شركة الاتحاد للتأمين التعاوني
شركة الاتحاد للتأمين التعاوني (سابقاً: شركة الاتحاد التجاري للتأمين التعاوني) هي شركة مساهمة عامة سعودية، تأسست في يناير عام 2008، برأس مال يبلغ حالياً أربعمائة مليون ريال سعودي. يتمثل نشاط شركة الاتحاد للتأمين التعاوني في تقديم خدمات التأمين بكافة أنواعها عدا تأمين الحماية والادخار (الحياة).